# 杉浦正则
杉浦正则（1968年5月23日—）是一名日本男子棒球运动员。他在1992年巴塞罗那夏季奥林匹克运动会中，参加了男子棒球比赛并为日本队获得男子团体铜牌。在1996年亚特兰大夏季奥林匹克运动会中，获得男子团体银牌。